# Epithelantha
Epithelantha, llamado cacto botón o  ikuli mulato, es un género de plantas de la familia cactaceae. Comprende 9 especies descritas y de estas, solo 2 aceptadas.

## Descripción
Epithelantha es un género de sólo dos especies de plantas pequeñas.  Las plantas de ambas especies son bastante pequeñas con tallos apenas 5 cm de diámetro y menos de altura. Las espinas son blancas y crecen de los tubérculos como en Mammillaria. Sin embargo, las flores salen de las areolas  al final del tubérculo. Esta característica diferencia claramente Epithelantha de Mammillaria. Las flores son de color rosa o blanco en forma de embudos pequeños y ligeros que parecen muy delicados. Los frutos son largos tubos que sobresalen como las velas de cumpleaños y de brillante color rojo que contrasta con las espinas blancas. 

## Taxonomía

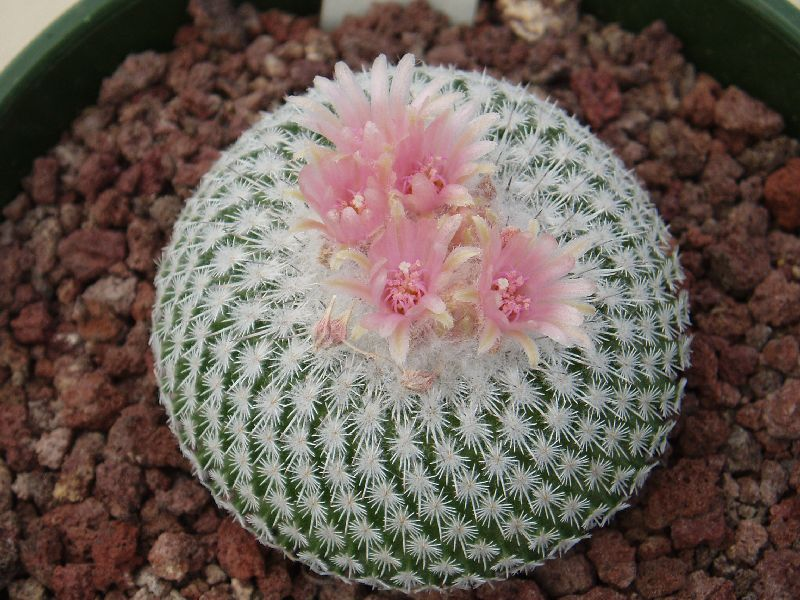
Epithelantha micromeris en flor

El género fue descrito por F.A.C.Weber ex Britton & Rose y publicado en The Cactaceae; descriptions and illustrations of plants of the cactus family 3: 92–93, f. 102. 1922. La especie tipo es: Epithelantha micromeris
Etimología
Epithelantha: nombre genérico que deriva del griego y significa "flores saliendo de tubérculos". 

## Especies
- Epithelantha bokei
- Epithelantha micromeris